# 科苏梅尔浣熊
科苏梅尔浣熊 （学名：Procyon pygmaeus）是浣熊科浣熊属下的一个物种，分布在墨西哥尤卡坦半岛沿海附近的科苏梅尔岛，是该岛的特有物种，目前处于极危状态。 科苏梅尔浣熊有时也被称为侏儒浣熊、 矮浣熊、科苏梅尔岛浣熊等。

## 物种分类
克林顿·哈特·梅里厄姆于1901年首次命名了科苏梅尔浣熊，同时指出这种浣熊在形态上与其大陆亲缘种——北美浣熊的亚种赫尔南德斯浣熊（P. lotor hernandezii）有着明显的区别。此后，其他科学家如克里斯托弗·赫尔根和唐·埃利斯·威尔逊等人普遍认同梅里厄姆的研究。赫尔根和威尔逊在2003年和2005年的研究中对其余四种岛屿浣熊的分类提出了反驳。 因此，在《世界哺乳动物物种》第三版中，科苏梅尔浣熊被列为浣熊属中除北美浣熊和食蟹浣熊之外的唯一独立物种。
虽然考古学家们在岛上的一些遗迹中发现了该种浣熊的骨骼，但目前为止还尚未发现真正的化石。科苏梅尔岛在晚更新世期间与大陆分离，因此该物种不太可能形成于12.2万年以前。根据对分子钟的研究，该物种与北美浣熊的分化时间可能在2.6万至6.9万年前。

## 形态描述

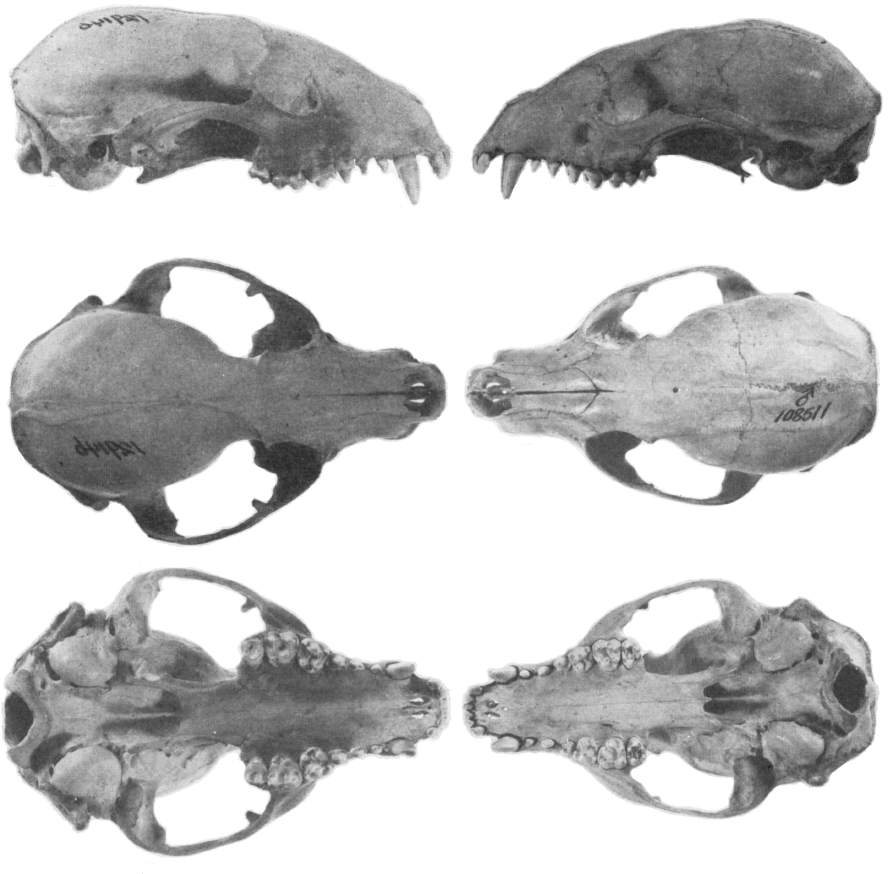
北美浣熊头骨（左侧）与科苏梅尔浣熊头骨（右侧）

梅里厄姆描述科苏梅尔浣熊无论是外部形态还是头骨结构都明显较小。其较宽的黑色喉带、金黄色的尾巴、短小而又后扩且圆润的鼻骨，以及特殊的牙齿等特征很容易与北美浣熊区分开来。 牙齿尺寸的缩小也表明了这些浣熊长期与世隔绝。
除了体型较小和鼻端更圆润外，科苏梅尔浣熊的外观与北美浣熊相似。其上半身的皮毛呈灰褐色，带有零星的黑色毛发。而腹部和腿部则呈浅褐色。头顶部缺乏身体其它部分的褐色色泽，呈斑驳状，与口鼻部和下巴的白色皮毛形成鲜明对比，并与眼部周围的黑色“面具”图案相映衬。一条棕灰色的皮毛线从鼻梁延伸下来，与两侧的“面具”图案相连。尾巴呈黄色，带有六到七个黑色或棕色的环，这些环在尾巴下方逐渐淡化。在雄性个体中，脖颈部有一块相对鲜亮的橙色皮毛。
成年科苏梅尔浣熊的总身长在58至82厘米之间，尾长约23至26厘米，体重约3至4公斤，而这也是岛屿侏儒化现象的一个典型例子。就平均而言，这种浣熊比当地大陆上的北美浣熊亚种舒费尔特浣熊（P. lotor shufeldti）身长短18%，体重轻45%。科苏梅尔浣熊还表现出两性异形，雄性比雌性重约20%。

## 物种分布
目前国际自然保护联盟红色名录将科苏梅尔浣熊列入极危状态。  由于分布范围狭窄，这些浣熊的数量非常稀少，仅存在于墨西哥尤卡坦半岛东海岸的科苏梅尔岛，面积约478平方公里， 数量仅剩约250至300只。 科苏梅尔岛还栖息着其他几种食肉动物，包括科苏梅尔狐（Urocyon sp.）以及另一种极危的南美浣熊属物种柯岛浣熊（Nasua narica nelsoni）。  岛屿上的陆生哺乳动物，尤其是食肉动物种类稀少，使得科苏梅尔浣熊及其它同岛动物更为独特。
这种浣熊栖息于岛上的各种环境，但主要限于岛屿西北端的红树林和沙质湿地。  它们曾被捕捉于半常绿森林和偏好的栖息地周围的农田中， 还曾出现在岛屿南端的蓬塔苏尔生态公园中。

## 物种习性
人们对科苏梅尔浣熊的群体规模知之甚少。这种浣熊是夜行性动物，喜欢独居，但有时也可能形成由母亲和幼崽组成的家庭群体。
这些浣熊的生活密度大约在每平方公里17至27只， 平均栖息面积约为67公顷。  这种浣熊领地意识较弱，其近亲北美浣熊在食物充足时会大量聚居在一起。 虽然目前对科苏梅尔浣熊的繁殖习性还没有更为详细的研究，但雌性个体可能主要在11月至1月间分娩，还可能会在夏季产下第二窝幼崽。

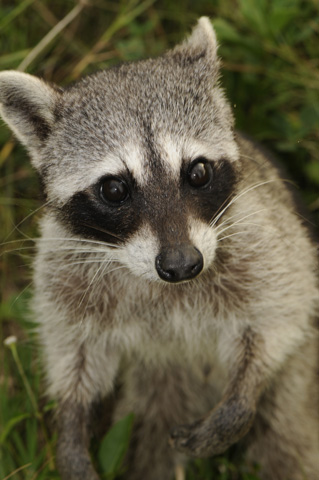
一只科苏梅尔浣熊

## 饮食结构
科苏梅尔浣熊对栖息地的选择在很大程度上取决于食物类型。其整体饮食结构由螃蟹、水果、青蛙、蜥蜴和昆虫组成。  这些浣熊虽是杂食性动物，但螃蟹占其饮食的一半以上，  且食物会随季节改变。  在雨季，水果和植被更加丰富，成为浣熊饮食的主要部分。在旱季，浣熊开始进食更多的螃蟹、昆虫、蜥蜴等。由于螃蟹占据了其饮食的一半以上，这些浣熊会选择在螃蟹更丰富的水域附近停留。

## 形态特化
为了确定科苏梅尔浣熊是否确实是与北美浣熊不同的物种，生物学家们已经进行了大量的研究。2004年，阿尔弗雷多·卡隆（Alfredo D Cuarón）等人的报告称，许多不同学者进行的研究得出的结论是，科苏梅尔浣熊与北美浣熊是不同的物种。  科苏梅尔浣熊的体型和头骨尺寸较小，因此得名“pygmaeus”，意为“侏儒”（pygmy）。其它形态上的差异包括较宽的黑色喉带、金黄色的尾巴和较小尺寸的牙齿，这些特征表明了科苏梅尔浣熊与北美浣熊之间存在隔离。

## 生存现状
位于食物链顶端的岛屿食肉动物往往在人类到来后不久就灭绝了。 科苏梅尔浣熊面临的主要威胁是由于旅游业的发展导致的对科苏梅尔岛的开发。  这些浣熊仅位于岛屿西北角的一个小片沿海区域，且该区域已被人类开发，因此栖息地丧失的影响尤其严重。  目前人类没有制订保护这些浣熊的法律，也没有为其留出栖息地。
近年来，研究发现疾病和寄生虫成为了这些浣熊面临的新威胁。  人类将猫作为宠物饲养，导致科苏梅尔岛上有大量的野猫和家猫家狗，这些猫狗可能会将疾病传播给浣熊。  就平均来说，每个宿主体内有大约两种不同的寄生虫。一些被捕获的浣熊已经对某些疾病产生了抗体。

### 保护行动
为了保护红树林，特别是在岛屿西北角的区域，人类应该尽量减少甚至消除对浣熊的影响。  这需要停止对该区域的开发，并为浣熊设立保护区。人类应当预留出该物种的生存栖息地十分重要，尤其是红树林和周围的半常绿森林。
另一种可能有助于恢复种群的方法是采用圈养繁殖技术，  如果科苏梅尔浣熊能够像北美浣熊一样愿意在圈养环境中繁殖则可能会成功。此外，由于宠物，特别是野猫的到来，给岛上带来了更多的疾病和寄生虫，这些对浣熊产生了较大影响。减少这些影响的最优方法是尽可能多的驱逐野猫。为了使任何保护措施取得成效，保护人员需要找到一种与旅游业相妥协的方式来拯救科苏梅尔浣熊。